# Xbox Life
Xbox Life var ett svenskt spelmagasin som enbart behandlade Microsofts båda konsolformat Xbox och Xbox360 utgiven av Reset Media. Tidningen lades troligen ner på grund av för få prenumeranter.